# Drepanoppia falxa
Drepanoppia falxa är en kvalsterart som först beskrevs av Kok 1967.  Drepanoppia falxa ingår i släktet Drepanoppia och familjen Oppiidae. Inga underarter finns listade i Catalogue of Life.